# Mì Quảng
Le mì Quảng (aussi orthographié mỳ Quảng, littéralement « nouilles de Quảng ») est un plat de nouilles vietnamiennes originaire de la province de Quảng Nam au centre du Viêt Nam. Dans la région, il s'agit du plat le plus populaire et le plus reconnu à l'échelle nationale et il est servi en diverses occasions telles que les fêtes de familles, les commémorations des morts et Tết. On peut aussi trouver le mì Quảng dans beaucoup de restaurants à travers le pays où il est très populaire au déjeuner.

## Ingrédients

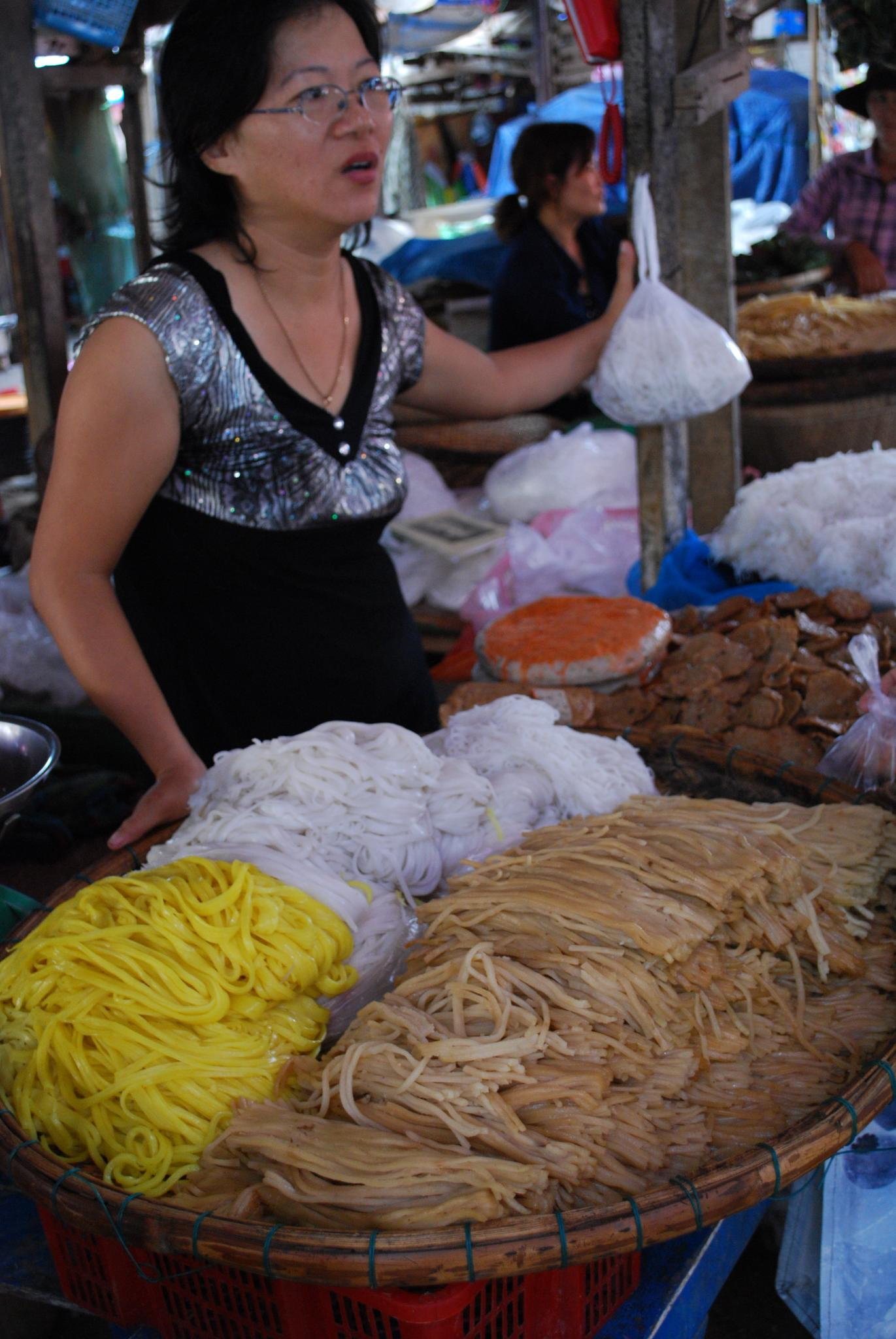
Stand au marché vendant des nouilles pour cao lầu, pour phở et pour mì Quảng.

Le plat est constitué d'un type particulier de nouilles de riz larges et jaunes, traditionnellement préparées avec de l'eau alcaline pour donner aux nouilles leur couleur dorée caractéristique et leur texture lisse (une technique qu'on retrouve aussi pour préparer des nouilles ramen). Du curcuma est parfois utilisé pour imiter la couleur traditionnelle. Les protéines de ce plat viennent habituellement de crevettes, de porc, de poulet ou même de poisson et de bœuf. Le bouillon est préparé en faisant mijoter de la viande ou des os pour une saveur plus intense, assaisonné avec de la sauce de poisson, du poivre noir, des échalotes et de l'ail. En supplément, on peut ajouter des œufs durs, des cacahuètes écrasées, de la mortadelle vietnamienne, du piment ou de la sauce piquante et des légumes frais tels que de la menthe aquatique (rau húng lủi), du basilic, du liseron d'eau, de la coriandre vietnamienne, de la fleur de banane émincée (bắp chuối bào), de la laitue et des morceaux de crackers de riz au sésame grillé appelés bánh tráng me. Les ingrédients peuvent varier mais les cacahuètes et les bánh tráng sont très communs à Mì Quảng et rendent ce plat unique parmi les autres plats de nouilles.

## Service

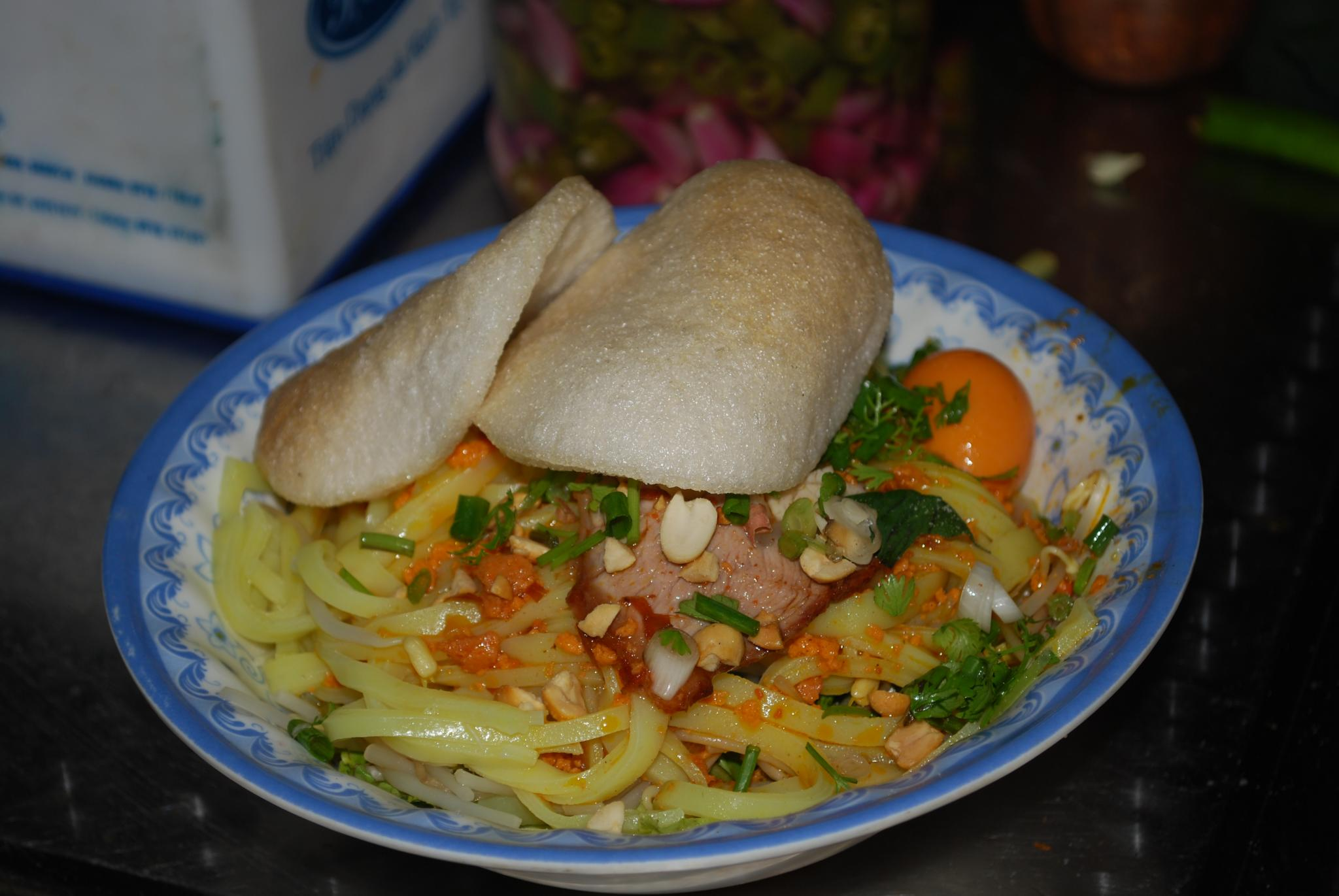
Assiette de mì Quảng avec des chips de crevettes (krupuk).

Les principaux ingrédients de ce plat sont les nouilles, la viande et les légumes. Les légumes sont placés sur un lit de nouilles de riz dans un bol, puis recouverts de porc, de crevettes et finalement du bouillon chaud. Le bouillon est généralement très parfumé et seulement une petite portion est utilisée pour arroser les nouilles, formant une couche épaisse de bouillon d'à peu près 1 à 2 cm au fond du bol. Plus au sud, le plat peut être servi avec un bouillon plus léger mais en plus grande quantité, formant une soupe. C'est souvent le cas lorsqu'il est préparé par des Vietnamiens du sud. Le mì Quảng est servi avec des galettes de riz au sésame grillé, des échalotes frites et diverses herbes communes dans la cuisine vietnamienne telles que la menthe, le rau ram, la perilla ou la laitue. Les crevettes et le porc forment habituellement les protéines de choix à cause de leur abondance. Moins couramment, on trouve du poulet, ou encore du bœuf ou du poisson.

## Aspects culturels
Il existe un dicton vietnamien, à propos de ce plat, qui narre l'histoire d'une fille de Quảng Nam, une province sur la côte centrale du Sud du Viêt Nam. Elle a chaleureusement invité son amant à boire une tasse de thé et un bol de mì Quảng pour lui montrer la profondeur de son amour pour lui. Selon elle, le mì Quảng et le thé sont la nourriture et la boisson les plus dignes d'être servies dans ce contexte.